# Никола Марковски
Никола Трифонов Марковски, наричан Коле Бабчорчето или Коле Бапчорски, е български революционер и теософ, деец на македоно-одринското освободително движение, костурски войвода.

## Биография
Роден е в село Бабчор, Костурско. Никола Марковски получава своето средно образование в Солунската и Битолската българска гимназия. По време на Илинденско-Преображенското въстание като войвода на чета е тежко ранен в десния крак. След въстанието заминава за България. Следва история в Софийския университет „Свети Климент Охридски“.
След Младотурската революция в 1908 година става деец на Съюза на българските конституционни клубове и е избран за делегат на неговия Учредителен конгрес от Костур.
През Първата световна война завършва Школа за запасни офицери и служи в 65 полк на 11 дивизия.
След окупацията на Гърция през Втората световна война в началото на април 1943 година по инициатива на Централния комитет на ВМРО Костурското братство праща делегация в Костурско, в която влизат Спиро Василев, Георги Киселинчев, Тома Бакрачев, Димитър Палчев и Никола Марковски. При завръщането си в доклад до цар Борис III делегацията описва тежкото положение на българското население, подложено на терори от въоръжени гръцки формирования и от италианските окупационни власти и моли да се отпуснат на българската паравоенна организация Охрана 1000 пушки, 20 леки и тежки картечници и муниции, за да се въоръжат всички записали се доброволци и настоява България да окаже и политическа подкрепа на въстаниците.
Пише стихове. Женен за сестрата на Васил Чекаларов Зоя, която също участва активно в македоно-одринското движение.
Никола Трифонов е последният председател на Българското теософско общество. Умира на 25 октомври 1966 г.
Георги Константинов Бистрицки пише за него:
| „ | Колето Марковски от с. Бабчор, със средно образование, високоинтелигентен младеж, образцов организатор - войвода, ранен през въстанието, по неволя твърде рано е напуснал милия си роден край, за да се изцери и спаси живота си в мила България, но без да може - поради разклатено здраве - отново да се върне и да помогне на Костурско в новите му и по-жестоки борби след въстанието. | “ |